# Tim Sander
Tim Sander (Berlino Est, 27 luglio 1978) è un attore e doppiatore tedesco.

## Filmografia

### Cinema
- Wie Feuer und Flamme - regia di Connie Walther (2001)
- Macho Man - regia di Christof Wahl (2015)

### Televisione
- Gute Zeiten, schlechte Zeiten (1998-2002)
- Seventeen – Mädchen sind die besseren Jungs - film TV - regia di Hansjörg Thurn (2002)
- Italiener und andere Süßigkeiten - film TV - regia di Ute Wieland (2004)
- Prinzessin macht blau - regia di Oliver Schmitz (2004)
- 18 - Allein unter Mädchen - serie TV (2004-2007)
- Sex Up - Ich könnt' schon wieder - regia di Florian Gärtner (2005)
- Unter den Linden – Das Haus Gravenhorst - serie TV (2005-2006)
- Verliebt in Berlin - Serie TV (2006-2007)

## Doppiaggio

### Film
- Jesse Bradford in Hackers
- Rizwan Ahmed in Rogue One: A Star Wars Story
- Christopher Denham in Money Monster - L'altra faccia del denaro
- Casey Affleck in Interstellar
- Brandon Mychal Smith in Nonno scatenato
- Michael Chernus in Spider-Man: Homecoming
- Jermaine Fowler in Sorry to Bother You
- Raúl Castillo in Army of the Dead
- Desmond Eastwood in L'ultima vendetta

### Film d'animazione
- Haku in La città incantata
- Moccicoso in Dragon Trainer, Dragon Trainer 2, Dragon Trainer - Il mondo nascosto
- Randall Boggs in Monsters University
- Lorenz in Rabbit School - I guardiani dell'uovo d'oro
- Gobi in Over the Moon - Il fantastico mondo di Lunaria
- Riff in Rock Dog

### Serie televisive
- Jason Zimbler in Clarissa
- Matt Jones in Breaking Bad
- Michael Peña in The Shield
- Ashton Holmes in The Pacific
- Omar Benson Miller in CSI: Miami
- Frederick Koehler in American Horror Story
- IronE Singleton in The Walking Dead
- Jordan Calloway in Riverdale
- Quinton Aaron in One Tree Hill
- Pablo Schreiber in American Gods
- Micah Joe Parker in Doom Patrol
- Zach Cherry in Fallout

### Serie televisive d'animazione
- JJ in Serial Experiments Lain
- Miguel Aiman in Mobile Suit Gundam SEED
- Bat-Mito in Batman: The Brave and the Bold
- Hideki Hinata in Angel Beats!
- Cragger in LEGO Legends of Chima
- Moccicoso in Dragons
- Miles Morales in Ultimate Spider-Man
- Iggy in Le bizzarre avventure di JoJo: Stardust Crusaders
- Skeebo in Pac-Man e le avventure mostruose
- Maiale in Maiale Capra Banana Grillo
- Aza Chōbei in Hell's Paradise - Jigokuraku

### Videogiochi
- Cragger in LEGO Dimensions

## Doppiatori italiani
Nelle versioni in italiano delle opere in cui ha recitato, Tim Sander è stato doppiato da:
- Massimo Triggiani in Verliebt in Berlin

Da doppiatore è stato sostituito da
- Manuel Meli in Rabbit School - I guardiani dell'uovo d'oro